# Julija Gawriłowa
Julija Pietrowna Gawriłowa (ros. Юлия Петровна Гаврилова; ur. 20 lipca 1989 w Nowosybirsku) – rosyjska szablistka, złota medalistka olimpijska i sześciokrotna medalistka mistrzostw świata.
Wystąpiła na igrzyskach olimpijskich w Londynie w 2012 roku, gdzie zajęła dziewiąte miejsce w zawodach indywidualnych. Na rozgrywanych cztery lata później igrzyskach w Rio de Janeiro wspólnie z Sofją Wieliką, Janą Jegorian i Jekatieriną Djaczenko zwyciężyła w zawodach drużynowych. Indywidualnie nie wystartowała.
Na mistrzostwach świata w Paryżu (2010) zdobyła drużynowo złoty medal. W tej samej konkurencji zdobywała następnie złoto podczas mistrzostw świata w Katanii (2011), mistrzostw świata w Kijowie (2012) i mistrzostw świata w Moskwie (2015) oraz srebro na mistrzostwach świata w Budapeszcie (2013). Wywalczyła również brązowy medal indywidualnie na mistrzostwach świata w Katanii (2011), ustępując tylko Sofji Wielikiej i Mariel Zagunis z USA.
Wielokrotnie zdobywała medale mistrzostw Europy, w tym złote drużynowo na mistrzostwach Europy w Legnano (2012), mistrzostwach Europy w Zagrzebiu (2013), mistrzostwach Europy w Montreux (2015) i mistrzostwach Europy w Toruniu (2016).